# Hans Dieter Schäfer
Hans Dieter Schäfer (* 7. září 1939, Berlín) je německý básník a literární teoretik.

## Životopis
Studoval germanistiku, dějiny a filozofii ve Vídni a Kielu. V období 1974 až 2004 vyučoval novodobou německou literaturu na řezenské univerzitě.
Schäfer byl přítelem lyrika Wilhelma Lehmanna (1882–1968), jehož díla redigoval. V roce 1975 získal bavorskou literární cenu a je členem mohučské Akademie der Wissenschaften und der Literatur.

## Dílo

### Vědecké publikace
- Wilhelm Lehmann. Studien zu seinem Leben und Werk. Bouvier, Bonn 1969 (Abhandlungen zur Kunst-, Literatur- und Musikwissenschaft 66).
- Das gespaltene Bewußtsein. Über deutsche Kultur und Lebenswirklichkeit 1933–1945. Hanser, Mnichov/Vídeň 1981 (3. vydání. 1983, Ullstein TB 1984).
- Das gespaltene Bewusstsein. Vom Dritten Reich bis zu den langen Fünfziger Jahren. Erweiterte Neuauflage, Wallstein Verlag, Göttingen 2009, ISBN 9783835304284 (Mainzer Reihe, Neue Folge 8).

### Poezie (výběr)
- Fiktive Erinnerungen. Básně s doslovem Wilhelma Lehmanna. Bläschke, Darmstadt 1968 (Das Neuste Gedicht 31).
- Strawberries in December and other poems. Překlad Ewald Osers. Carcanet Press, Manchester 1976.
- Kältezonen. Gedichte. Spektrum, Zürich 1978 (Reihe Spektrum 4).
- Dem Leben ganz nah. Gedichte. Hanser, Mnichov/Vídeň 1982.
- Wie ich mit meinen Ausgrabungen begann. Keicher, Warmbronn 1998 (1. Druck der Reihe &).
- Auf der Flucht. Meine Kindheit in Bildern. Reche, Pasov 1999 (Reihe Refugium 34).
- Spät am Leben. Dvacet básní. Keicher, Warmbronn 2001.
- Final Cut. Reche, Pasov 2002 (Reihe Refugium 43).
- Berliner Aufzeichnungen. Verlag Thomas Reche, Neumarkt 2005 (Edition Refugium 2).
- Regensburger Nacht. Galerie Hammer, Regensburg 2005.
- Erinnerungstraining. Fotografie Barbara Klemm. Verlag Thomas Reche, Neumarkt 2009, ISBN 978-3-929566-86-4 (Edition Refugium 13).